# Macrhybopsis hyostoma
Macrhybopsis hyostoma és una espècie de peix cipriniforme de la família dels ciprínids que es troba a Nord-amèrica: Estats Units.